# براد فيلدمان
براد فيلدمان (بالإنجليزية: Brad Feldman)‏ هو معلق رياضي أمريكي، ولد في 6 أبريل 1967 في هانوفر في الولايات المتحدة.